# 44 gatti e tante altre
44 gatti e tante altre è un album della cantante Cristina D'Avena pubblicato il 6 aprile 2007, sebbene il disco fosse già presente all'interno del triplo CD "Le canzoni di Nonna Pina - Special" pubblicato il 24 novembre 2006.
L'album contiene alcuni successi dello Zecchino d'Oro reinterpretati da Cristina D'Avena, di cui 7 già presenti nell'album Il valzer del moscerino uscito pochi mesi prima.

## Tracce
1. 44 gatti (Giuseppe Casarini)
2. Volevo un gatto nero (Franco Maresca, Armando Soricillo/Mario Pagano)
3. Il valzer del moscerino (Laura Zanin/Adriano Della Giustina)
4. La zanzara (Paola Pitagora, Franco Maresca/Mario Pagano)
5. Il caffè della Peppina (Tony Martucci/Alberto Anelli)
6. Il gatto puzzolone (Federico Padovano/Alessandro Nidi, Cristiano Minellono)
7. Le tagliatelle di Nonna Pina (Gian Marco Gualandi)
8. Metti la canottiera (Vito Pallavicini/Pino Massara)
9. Il coccodrillo come fa? (Oscar Avogadro/Pino Massara)
10. La ciribiricoccola (Virginio Capitini/Gualtiero Malgoni)
11. Cocco e Drilli (Walter Valdi)
12. Cin cin pon pon (Annie Gorassini/Angelo Baroncini)